# Megan Euker
Megan Euker (Baltimora, 1983) è un'artista e designer statunitense di origini italiane. Ha ottenuto due volte la borsa di studio Fulbright in Italia..

## Vita e formazione
Euker è nata a Baltimora, nel Maryland nel 1983. Ha conseguito la laurea Bachelor of Fine Arts e Master of Fine Arts (che corrispondono rispettivamente alle laurea triennale e magistrale) presso la School of the Art Institute of Chicago tra il 2005 e il 2007.

## Carriera
Dal 2008, Euker ha esposto opere d'arte a livello internazionale in musei e gallerie (rappresentate dalla Linda Warren Projects).  Ha realizzato la sua mostra "The Cure" presso l'International Museum of Surgical Science (IMSS) di Chicago. Ha, inoltre, curato tre mostre dei suoi studenti all’IMSS di Chicago, che hanno realizzato dispositivi medici sotto la sua supervisione. Euker ha anche esibito le sue opere alla Matthew Rachman Gallery, The University Club of Chicago, The Storefront Project, New York,  e in diverse altre gallerie.
Alcune delle opere d'arte di Euker sono apparse sulle copertine dei libri dell’autore Patrick Girondi, Flight of the Rondone e New City, entrambi pubblicati da Skyhorse Publishing, I suoi lavori sono apparsi anche sulla copertina di The Philosophy of Sex di Raja Halwani,  e sugli album musicali Orphan's Return e The Final Chapter (Patrick Girondi & the Orphan's Dream).
Ha insegnato alla School of the Art Institute di Chicago, all University of South Florida; e all'Accademia di Belle Arti di Siracusa, in Sicilia.

## Premi e riconoscimenti
Euker ha ricevuto due borse di studio Fulbright in Italia. È stata anche beneficiaria di due borse di studio Faculty Enrichment Grants dalla School of the Art Institute di Chicago; di una borsa di studio Compassion and Belonging Grant sempre dalla stessa School of the Art Institute di Chicago. Ha anche ricevuto: la Artists' Fellowship, l’Inc. Grant; Change, l’Inc. Grant; l’Artist Assistance Grant; due Community Arts Assistance Program (CAAP) e due sovvenzioni DCASE.